# Осиновка (Селезньовське сільське поселення)
Осинівка — село у Велізькому районі Смоленської області Росії. Входить до складу Селезнівського сільського поселення. Населення — 1 особа (2007 рік).
Розташоване у північно-західній частині області за 20 км на схід від Веліжа та за 17 км на північний схід від автодороги Р 133 Смоленськ — Невель, на березі річки Сертейка. Село розташоване також за 80 км на південь від залізничної станції Голінки на лінії Смоленськ — Вітебськ.

## Історія
В роки німецько-радянської війни село було окуповане німецькими військами в липні 1941 року, звільнено в вересні 1943 року. 